# Nikolaï Kibaltchitch
Pour les articles homonymes, voir Kibaltchitch.
Nikolaï Ivanovitch Kibaltchitch (en russe : Николай Иванович Кибальчич, en ukrainien : Микола Іванович Кибальчич ; 1853-1881) est un scientifique et militant révolutionnaire russe d'origine ukrainienne, membre du mouvement Narodnaïa Volia. Il participe à l'assassinat du tsar Alexandre II de Russie. Il était l'oncle de Victor Serge.

## Biographie

### Étudiant
Nikolaï Kibaltchitch nait à Korop dans le gouvernement de Tchernigov, situé dans le nord de l'actuelle Ukraine actuelle. Il est fils d'un prêtre orthodoxe. Il entre au gymnasium en 1864, puis est admis plus tard dans un séminaire. Ensuite, il retourne dans une école secondaire et la termine avec une médaille d'argent plusieurs années après. Il étudie à l'école d'ingénierie des transports de Saint-Pétersbourg et en 1873, il intègre l'académie médicale militaire de l'Empereur à Saint-Petersbourg pour y étudier la médecine. Il se spécialise ensuite dans les explosifs et effectue dans ce cadre des expériences sur les systèmes de propulsion des fusées,.

### Militant
En 1875, Nikolaï Kibaltchitch est arrêté pour avoir prêté un livre interdit à un paysan nommé Prytulya. Il passe 3 ans en détention avant d'être finalement condamné à 2 mois de prison. Il rejoint ensuite le mouvement Narodnaïa Volia et participe à la préparation de l'attentat de mars 1881 contre le tsar Alexandre II de Russie comme principal artificier et expert en explosifs. Il fournit quatre bombes dont l'une tuera le tsar le 1er mars 1881. Nikolaï Kibaltchitch est arrêté quinze jours plus tard.

### Scientifique

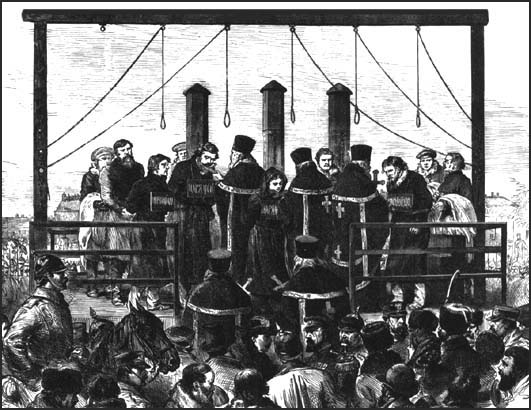
Pendaison des régicides du tsar Alexandre II de Russie.

Son avocat, maître Gérard, désigné pour sa défense, fait une déclaration au comité spécial du Sénat, « J'ai été surpris surtout par le fait que son esprit était occupé avec des choses complètement différentes, n'ayant aucune incidence sur le procès actuel. Il semble être plongé dans des recherches sur certains missiles aéronautiques. Il a soif de la possibilité d'écrire ses calculs mathématiques concernant ses recherches et qu'il a soumis aux autorités. » Dans une note écrite dans sa cellule de prison, Nikolaï Kibaltchitch propose un appareil de type avion-fusée piloté. Il étudie la conception d'un moteur-fusée à propergol solide, dont la poussée peut être orientée. La note est datée du 23 mars 1881. Il s'agit d'une synthèse de travail scientifique élaborée véritablement au seuil de la mort.

### Condamné
Nikolaï Kibaltchitch est condamné à la mort par pendaison le 3 avril 1881,  avec ses camarades conjurés, Sofia Perovskaïa, Andreï Jéliabov, Nikolaï Rysakov et Timofeï Mikhaïlov, formant ensemble les Pervomartovtsi (Ceux du 1er mars). Leur pendaison publique eut lieu le Vendredi saint 3 avril 1881 sur la place Sémionovski devant une foule de 100 000 personnes, l'autre femme condamnée, Guessia Guelfman, étant enceinte, échappe à la pendaison, mais meurt quelques mois plus tard.
En 1917, le scientifique Nikolaï Rynine retrouve les manuscrits de recherches de Nikolaï Kibaltchitch dans les archives et publie un compte rendu en 1918 dans la revue historique Былое (Le passé).